# ダチョウ属
ダチョウ属（Struthio）は、鳥綱ダチョウ目ダチョウ科の属。現生のダチョウとソマリダチョウ2種の他、複数の絶滅化石種が含まれる。

## 種
2008年、S. linxiaensisがOrientornis属に移された。さらに2019年にS. pannonicus、S. dmanisensis、S. transcaucasicusの3種がPachystruthio属に移された。 いくつかの化石は生痕化石タクソンであり、骨の特徴から記載されたものとの関連性については論争がある。
- 更新世以前
  - †Struthio barbarous Arambourg 1979
  - †Struthio brachydactylus Burchak-Abramovich 1939 (鮮新世、ウクライナ)
  - †Struthio chersonensis (Brandt 1873) Lambrecht 1921 (鮮新世、ヨーロッパ南東部からアジア中西部) – 卵化石のみ
  - †Struthio coppensi Mourer-Chauviré et al. 1996 (中新世前期、ナミビア)
  - †Struthio daberasensis Pickford, Senut & Dauphin 1995 (鮮新世前期-中期、ナミビア) – 卵化石のみ
  - †Struthio epoasticus Bonaparte 1856
  - †Struthio kakesiensis Harrison & Msuya 2005 (鮮新世前期、タンザニア) – 卵化石のみ
  - †Struthio karingarabensis Senut, Dauphin & Pickford 1998 (中新世後期-鮮新世前期、アフリカ南西部-中東部) – 卵化石のみ(?)
  - †Struthio oldawayi Lowe 1933 (更新後期、タンザニア) – おそらくダチョウ S. camelus の亜種[5]
  - †Struthio orlovi Kuročkin & Lungo 1970 (中新世後期、モルドバ)
  - †Struthio wimani Lowe 1931 (鮮新世前期、中国・モンゴル)
- 後期更新世-完新世
  - †Struthio anderssoni Lowe 1931, ヒガシアジアダチョウ (更新世後期、中国・モンゴル)[6][7]  –  oospecies(?)
  - †Struthio asiaticus Brodkorb 1863, アジアダチョウ (鮮新世前期-完新世前期、中央アジアから中国?・モロッコ)
  - Struthio camelus, ダチョウ
    - Struthio camelus camelus, キタアフリカダチョウ
    - Struthio camelus massaicus, マサイダチョウ
    - Struthio camelus australis, ミナミアフリカダチョウ
    - †Struthio camelus syriacus, アラビアダチョウ

  - Struthio molybdophanes, ソマリダチョウ